# アルデヒドデヒドロゲナーゼ (ピロロキノリンキノン)
アルデヒドデヒドロゲナーゼ (ピロロキノリンキノン)（aldehyde dehydrogenase (pyrroloquinoline-quinone)）は、次の化学反応を触媒する酸化還元酵素である。
アルデヒド + 受容体 + H2O {\displaystyle \rightleftharpoons } カルボン酸 + 還元型受容体
反応式の通り、この酵素の基質はアルデヒドと水と受容体、生成物はカルボン酸と還元型受容体である。補因子としてピロロキノリンキノンを用いる。
組織名はaldehyde:(pyrroloquinoline-quinone) oxidoreductaseで、別名にaldehyde dehydrogenase (acceptor)がある。